# Somatidia costifer
Somatidia costifer là một loài bọ cánh cứng trong họ Cerambycidae.